# Nico Liersch
Nico Louis Liersch (Múnich, 17 de julio de 2000) es un actor alemán. Es conocido por su papel de Rudy Steiner en la película de 2013, La ladrona de libros.

## Filmografía
En 2012, Nico Liersch apareció en los episodios de la series de televisión, Inga Lindström y Das Traumhotel. En febrero de 2013, se unió al reparto de La ladrona de libros basado en el best-seller La ladrona de libros. En dicha película, tuvo el papel de Rudy Steiner, el mejor amigo de la protagonista, Liesel Meminger. Markus Zusak, quien escribió la novela que inspiró la película, estuvo satisfecho con la actuación de Nico y añadió: «Es magnífico, sin duda. Él es Rudy».
| Año  | Título                                   | Rol              | Notas                                      |
| ---- | ---------------------------------------- | ---------------- | ------------------------------------------ |
| 2008 | Der Einsturz                             | Max Karge        | Película de televisión                     |
| 2009 | Die geerbte Familie                      | Paul Eggert      | Película de televisión                     |
| 2010 | Die Liebe kommt mit dem Christkind       | Peter Eggert     | Película de televisión                     |
| 2011 | Blackout                                 | Kind             | Cortometraje                               |
| 2011 | Herzflimmern - Liebe zum Leben           | Florian Tremmel  | 2 episodios                                |
| 2012 | Das Traumhotel                           | Anton Ingenhoven | 1 episodio                                 |
| 2012 | Afrika ruft nach dir                     | Jakob Wenninger  | Película de televisión                     |
| 2012 | Inga Lindström                           | Lasse            | Serie de TV Episodio: Ein Lied für Solveig |
| 2012 | Schafkopf                                |                  | 1 episodio                                 |
| 2013 | Kokowääh 2                               | Max              |                                            |
| 2013 | KILIAN                                   | Nico             | Cortometraje                               |
| 2013 | The Book Thief                           | Rudy Steiner     |                                            |
| 2016 | Hannas schlafende Hunde                  | Michael Berger   |                                            |
| 2017 | In aller Freundschaft – Die jungen Ärzte | Felix Maibach    | 1 episodio                                 |
| 2018 | Daheim in den Bergen                     | David            | 1 episodio                                 |
| 2020 | SOKO München                             | Bruno            | Serie de TV                                |